# 文化財虫菌害研究所
公益財団法人文化財虫菌害研究所（ぶんかざいちゅうきんがいけんきゅうじょ）は、博物館、美術館、図書館等における文化財などの収蔵品に対する虫害やカビの害の調査などを行う団体である。本部を東京都新宿区新宿2丁目1番8号に置く。

## 沿革
- 1951年（昭和26年）3月 - 文化財虫害研究所設立。
- 1956年（昭和31年）7月13日 - 文部省所管の財団法人となる。
- 1979年（昭和54年）2月14日 - 「文化財虫菌害防除作業主任者」認定制度創設。
- 2010年（平成22年）10月1日 - 公益法人改革に伴い、公益財団法人へ移行。
- 2011年（平成23年）5月17日 - 「文化財IPMコーディネータ」資格制度創設。
- 2013年（平成25年）7月1日 - 文化財に及ぼすカビの被害に対する認識を新たにするため、「公益財団法人文化財虫菌害研究所」に改称[1]。

## 活動内容
害虫やカビによる文化財の被害調査、防除用薬剤の認定、研修会・実務講習会、資格制度の運営、機関誌『文化財の虫菌害』の発行などを行う。

### 資格制度
文化財虫菌害防除作業主任者と、文化財IPMコーディネータの2種類の資格制度を運営している。
- 文化財虫菌害防除作業主任者

文化財の虫菌害の被害調査や防除施工の技術者を対象とした資格である。年1回東京で開催される、害虫やカビの基礎知識、燻蒸の安全対策、労働衛生などに関する2日間の講習を受講したのち試験に合格することにより取得でき、3年ごとの更新制となっている。
- 文化財IPMコーディネータ

IPMとは総合的病害虫管理（Integrated Pest Management）の略である。農業分野の管理方法を博物館等にそのまま導入することは困難であり、収蔵内容や展示施設に応じた手法が求められる。本資格では薬剤だけでなく温度・湿度の調整や清掃などを含めた環境管理も講習・試験科目に含まれている。文化財IPMコーディネータ資格取得講習会、文化財の虫菌害・保存対策研修会を受講したのち文化財IPMコーディネータ資格取得試験に合格することにより取得でき、5年ごとの更新制となっている。